# Tangara rufigenis
Tangara rufigenis là một loài chim trong họ Thraupidae.